# Champagnat (Saône-et-Loire)
Champagnat é uma comuna francesa na região administrativa de Borgonha-Franco-Condado, no departamento de Saône-et-Loire. Estende-se por uma área de 13,18 km². Em 2010 a comuna tinha 468 habitantes (densidade: 35,5 hab./km²).